# Manakamana (film)
Pour les articles homonymes, voir Manakamana.
Pour plus de détails, voir Fiche technique et Distribution.
Manakamana est un film documentaire américano-népalais réalisé par Stephanie Spray et Pacho Velez et sorti en 2013.

## Synopsis
Des pèlerins prennent le téléphérique pour se rendre au temple sacré de Manakamana qui surplombe la jungle népalaise.

## Fiche technique
- Dates de sortie :
  -  Suisse : 12 août 2013 (Festival international du film de Locarno)
  -  Canada : 6 septembre 2013 (Festival international du film de Toronto)
  -  États-Unis : 28 septembre 2013 (Festival du film de New York)
  -  États-Unis : 11 novembre 2013 (AFI Fest)
  -  Luxembourg : 28 février 2014 (Luxembourg City Film Festival)
  -  Suède : 6 mars 2014 (Tempo Documentary Festival (sv) - Tempo dokumentärfestival)

## Distribution
- Chabbi Lal Gandharba : lui-même
- Anish Gandharba : lui-même
- Bindu Gayek : elle-même
- Narayan Gayek : lui-même
- Gopika Gayek : elle-même
- Khim Kumari Gayek : elle-même
- Chet Kumari Gayek : elle-même
- Hom Kumari Gayek : elle-même
- Simen Pariyar : lui-même
- Anil Paija : lui-même
- Saroj Gandharba : lui-même
- Bakhraharu : elle-même
- Mithu Gayek : elle-même
- Isan Brant : elle-même
- Mily : elle-même
- Lila Gayek : elle-même
- Bishnu Maya Gayek : elle-même
- 'Kaale' Dharma Singh Gayek : lui-même
- 'Kaale' Ram Bahadur Gayek : lui-même

## Prix et récompenses
- Festival international du cinéma indépendant de Buenos Aires 2014 : prix du meilleur film « d'avant-garde et de genre » pour Stephanie Spray et Pacho Velez
- DocAviv Film Festival (en) 2014 : prix Depth of Field Competition pour Stephanie Spray et Pacho Velez
- Festival international du film d'Édimbourg 2014 : 
  - prix EDA du meilleur film documentaire réalisé par une femme pour Stephanie Spray et Pacho Velez
  - nomination au prix du meilleur film documentaire pour Stephanie Spray et Pacho Velez
- Film Independent's Spirit Awards 2014 : nomination au prix Truer Than Fiction pour Stephanie Spray et Pacho Velez
- Festival international du film de Locarno 2013 :
  - Prix du meilleur premier film : mention spéciale pour Stephanie Spray et Pacho Velez
  - Léopard d'or Cineasti del Presente pour Stephanie Spray et Pacho Velez
- Festival international du film RiverRun 2014 : prix du meilleur réalisateur d'un film documentaire : prix du jury pour Stephanie Spray et Pacho Velez